# Tantrix
Tantrix este un joc de strategie inventat de Mike McManaway din Noua Zeelandă, care conține niște piese de formă hexagonală. Pe fiecare din cele 56 de piese din set sunt desenate trei linii, legând o margine de alta. O piesă nu poate conține două linii de aceeași culoare. Sunt patru culori în set: roșu, galben, albastru și verde. Nu există două piese identice, iar fiecare din ele este numerotată de la 1 la 56.
Scopul jocului este de a avea cea mai lungă linie sau buclă de culoarea ta. Fiecare piesă dintr-o linie valorează un punct, iar dintr-o buclă două puncte. Doar linia sau bucla cu cel mai mare punctaj contează.